# خالق کیوت
خالق کیوت (به انگلیسی: Qt Creator) نرم‌افزار پیش فرض توسعه کیوت است که در پلتفرم‌های لینوکس، ویندوز و مک‌اواس قابل اجرا است.
محیط این محیط یکپارچه توسعه نرم‌افزار از قابلیت بسیاری برای توسعه کیوت برخوردار است از جمله بخش نمونه‌ها و آموزش.

## بخش نمونه‌ها
این بخش از محیط برنامه، نمونه‌هایی از کدهای کیوت و کیو-ام-ال، برای اندروید و دسکتاپ را ارائه می‌دهد.

## بخش آموزش
این بخش از محیط برنامه چندین آموزش مانند استفاده از قابلیت‌ها یا کد نویسی کیوت و کیو-ام-ال را ارائه می‌دهد.

## قابلیت‌ها
این محیط یکپارچه توسعه نرم‌افزار مانند اکلیپس و اینتلی جی آیدیا یا اندروید استودیو قابلیت اجرای برنامه به صورت مستقیم را دارد.
همچنین می‌توان برنامه‌های اندروید را نیز در این محیط با نصب کردن ابزار توسعه اندروید، توسعه داد.